# Game Republic
Game Republic Inc. (株式会社ゲームリパブリック Kabushiki-gaisha Gēmu-Ripaburikku) fue una desarrolladora de videojuegos independiente con sede en Tokio, Japón. La compañía, que llegó a contar con cerca de 300 empleados, fue fundada el 1 de julio de 2003 por Yoshiki Okamoto tras su salida de Capcom.
Aunque Game Republic fue una desarrolladora independiente completamente capaz de producir títulos para todas las editoras y/o plataformas, desde el inicio disfrutó de una relación muy estrecha con Sony, siendo la gran mayoría de sus títulos financiados y producidos en colaboración con la editorial.
En junio de 2011 surgieron informes del cierre de la web de Game Republic y la desocupación de sus oficinas, rumores que se consolidaron en realidad pocos días después. La mayoría de trabajadores fueron contratados en la recientemente fundada Tango Gameworks.

## Juegos
| Nombre del juego                               | Plataforma                          | Año  |
| ---------------------------------------------- | ----------------------------------- | ---- |
| Genji: Dawn of the Samurai                     | PlayStation 2                       | 2005 |
| Every Party                                    | Xbox 360                            | 2005 |
| Brave Story: New Traveler                      | PlayStation Portable                | 2006 |
| Genji: Days of the Blade                       | PlayStation 3                       | 2006 |
| Folklore                                       | PlayStation 3                       | 2007 |
| Dark Mist                                      | PlayStation 3 (PlayStation Network) | 2007 |
| Toy Home                                       | PlayStation 3 (PlayStation Network) | 2007 |
| SBI Group Kanshuu: Hajime You! Shisan Unyou DS | Nintendo DS                         | 2008 |
| Dragon Ball: Origins                           | Nintendo DS                         | 2008 |
| Catan                                          | PlayStation 3 (PlayStation Network) | 2008 |
| Dragon Ball: Origins 2                         | Nintendo DS                         | 2010 |
| Furia de Titanes                               | PlayStation 3, Xbox 360             | 2010 |
| Majin and the Forsaken Kingdom                 | PlayStation 3, Xbox 360             | 2010 |
| Knights Contract                               | PlayStation 3, Xbox 360             | 2011 |
| Dragon Ball Kai: Ultimate Butōden              | Nintendo DS                         | 2011 |